# Lipkea sturdzi
Lipkea sturdzi is een neteldier uit de klasse Staurozoa. 
Het dier komt uit het geslacht Lipkea en behoort tot de familie Lipkeidae. Lipkea sturdzi werd in 1893 voor het eerst wetenschappelijk beschreven door Antipa.